# Старокостеевский сельсовет
Старокостеевский сельсовет — сельское поселение в Бакалинском районе Башкортостана.
Административный центр — село Старокостеево.

## История
В 2008 году объединен с сельским поселением Казанчинский сельсовет. Закон Республики Башкортостан от 19.11.2008 N 49-з «Об изменениях в административно-территориальном устройстве Республики Башкортостан в связи с объединением отдельных сельсоветов и передачей населённых пунктов», ст.1, п. 6) д) гласит: 

 "Внести следующие изменения в административно-территориальное устройство Республики Башкортостан:
объединить Старокостеевский и Казанчинский сельсоветы с сохранением наименования «Старокостеевский» с административным центром в селе Старокостеево. 
Включить село Казанчи, деревни Весёлая Поляна, Фёдоровка, Юрминка Казанчинского сельсовета в состав Старокостеевского сельсовета. 
Утвердить границы Старокостеевского сельсовета согласно представленной схематической карте.

Исключить из учётных данных Казанчинский сельсовет

## Население
| 2002 | 2009 | 2010 | 2012 | 2013 | 2014 | 2015 |
| ---- | ---- | ---- | ---- | ---- | ---- | ---- |
| 943  | ↘835 | ↘767 | ↘745 | ↘727 | ↘694 | ↘693 |
| 2016 | 2017 |      |      |      |      |      |
| ↘674 | ↗692 |      |      |      |      |      |

## Состав сельского поселения
| № | Населённый пункт | Тип населённого пункта       | Население |
| - | ---------------- | ---------------------------- | --------- |
| 1 | Старокостеево    | село, административный центр | ↘430      |
| 2 | Казанчи          | село                         | ↘327      |
| 3 | Весёлая Поляна   | деревня                      | ↘5        |
| 4 | Юрминка          | деревня                      | ↗5        |
| 5 | Фёдоровка        | деревня                      | ↘0        |